# دیمیتری کریستیچ
دیمیتری کریستیچ (اوکراینی: Дмитро́ Анатолійович Хри́стич؛ زادهٔ ۲۳ ژوئیهٔ ۱۹۶۹) بازیکن هاکی روی یخ اهل اوکراین است. وی همچنین از بازیکنان هاکی روی یخ در المپیک زمستانی ۲۰۰۲ بوده‌است.